# Gérald K. Gérald

Gérald K. Gérald est un téléfilm français réalisé par Élisabeth Rappeneau, diffusé le 18 mars 2011 sur France 2.

## Synopsis
Gérald K. Gérald, commissaire principal de police, ne brille guère par son talent, mais doit beaucoup à la chance. Son plus grand coup : l'arrestation grâce à un heureux hasard, de Moreno, criminel particulièrement dangereux. Assisté du lieutenant Rézouss et accompagné par sa biographe, Mlle Bertrand, il est chargé d'enquêter sur la mort d'un joueur de tennis. Au même moment, il apprend l'évasion de Moreno...

## Fiche technique
- Réalisateur : Élisabeth Rappeneau
- Scénario et dialogues : Jean-Loup Dabadie
- Date de diffusion : 18 mars 2011 sur France 2
- Genre : comédie
- Durée : 90 minutes

## Distribution
- François Morel : Gérald K. Gérald
- Raphaël Mezrahi : Rézouss
- Catherine Jacob : Samantha de Réglisse
- Jean-Luc Couchard : Jean-Claude Freud
- Dominique Daguier : Jean-Christian Moreno
- Armelle : Martine Moisset
- Julie Arnold : Mlle Bertrand
- Lionnel Astier : Gabriel Farfale
- Stefan Godin : Thibault de Réglisse
- Catherine Samie : Mme Gérald
- Julie de Bona : Symphona
- Céline Samie : Roberta
- Jou Moon : Fils de Gérald K. Gérald
- Nicolas Bienvenu : L'officier de gendarmerie